# Blue Stockings Society
The Blue Stockings Society est un mouvement en Angleterre vers le milieu du XVIIIe siècle, pour les enjeux de société et l'éducation. La Société encourage l'éducation et la coopération mutuelle.
La Société est fondée au début des années 1750 par Elizabeth Montagu, Elizabeth Vesey ainsi que d'autres en tant que club de discussion littéraire pour femmes, ce qui est une révolution par rapport aux activités traditionnelles non intellectuelles des femmes. Des gens variés étaient invités, tel le botaniste, traducteur et éditeur Benjamin Stillingfleet. Une histoire veut que ce dernier n'ait pas été assez riche pour se payer la tenue formelle qui incluait des bas de soie noire, faisant qu'il ait assisté aux rencontres portant des bas de laine peignée bleue, lesquels faisaient habituellement partie de la tenue informelle quotidienne. Le terme « bas bleus » a fini par faire référence à la qualité informelle des rencontres et l'emphase sur la conversation plutôt que sur la mode.